# Ringarums landskommun
Ringarums landskommun var en tidigare kommun i Östergötlands län.

## Administrativ historik
Kommunen bildades i Ringarums socken i Hammarkinds härad i Östergötland när 1862 års kommunalförordningar trädde i kraft.
Inom kommunen låg köpingen Valdemarsvik. Denna ansågs då inte tillräckligt stor för att bilda en egen kommun, utan var en av landets tio municipalköpingar.
År 1914 bröts dock Valdemarsvik ut ur Ringarum för att bilda en köpingskommun, Valdemarsviks köping.
När Valdemarsviks kommun bildades år 1971 återförenades de båda genom att Ringarum gick upp i Valdemarsvik.

### Kyrklig tillhörighet
I kyrkligt hänseende tillhörde kommunen Ringarums församling.

## Geografi
Ringarums landskommun omfattade den 1 januari 1952 en areal av 315,08 km², varav 287,74 km² land.

### Tätorter i kommunen 1960
| Tätort   | Folkmängd |
| -------- | --------- |
| Gusum    | 1 255     |
| Ringarum | 511       |

Tätortsgraden i kommunen var den 1 november 1960 44,0 procent.

## Politik

### Mandatfördelning i valen 1936–1966
| 13 | 5 |  | 6 |

| 24 |

| 12 | 7 |  | 5 |

| 24 |

|  | 13 | 6 |  | 4 |

| 23 |

| 14 | 6 |  | 4 |

| 21 | 4 |

|  | 13 | 5 | 2 | 4 |

| 22 |

| 13 | 6 | 2 | 4 |

| 22 |

| 14 | 6 |  | 4 |

| 23 |

|  | 12 | 7 |  | 4 |

| 21 | 4 |